# Vandringsled

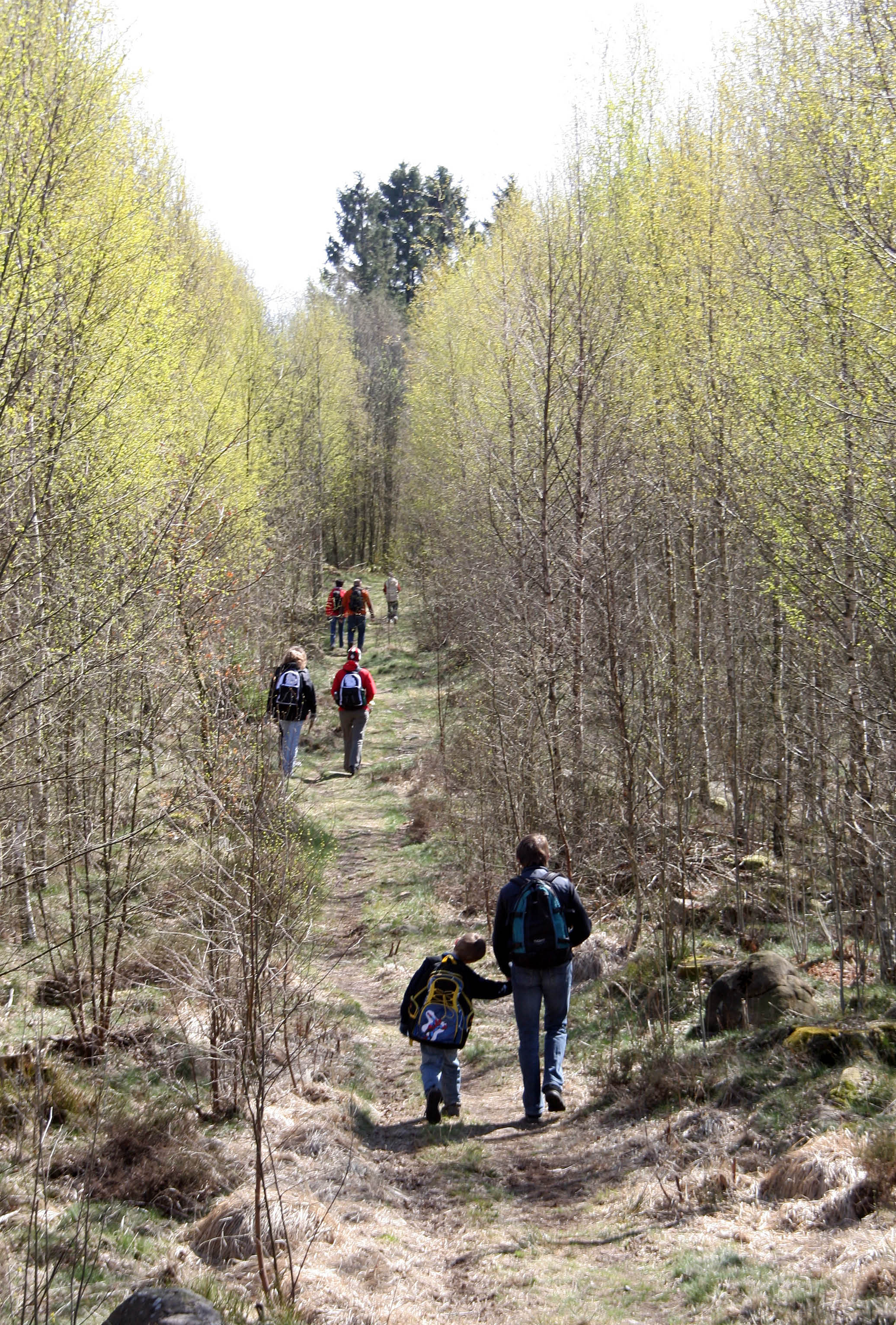
Vandringsled i Klåveröd på Söderåsen.

En vandringsled är en upptrampad, röjd och oftast uppmärkt gångstig avsedd för rekreation och motion, vanligen belägen på landsbygden. Vandringsleder finns i alla världsdelar utom Antarktis.
Exempel på längre vandringsleder i Sverige är Bergslagsleden, S:t Olavsleden, Bohusleden, Skåneleden, Blekingeleden, Utvandrarleden, Ostkustleden, Roslagsleden, Sörmlandsleden, Östgötaleden, Kungsleden, Padjelantaleden, Vasaloppsleden och Nordkalottleden.
Fjälleden Kungsleden i Lappland är Sveriges äldsta och mest kända vandringsled. Den längsta leden är i nuläget Östgötaleden. Andra långa leder är bland andra Skåneleden och Sörmlandsleden.
I länder utan rätt att beträda privat mark, fyller vandringsleder en viktigare funktion, genom att ange leder där man får vandra.